# C-base

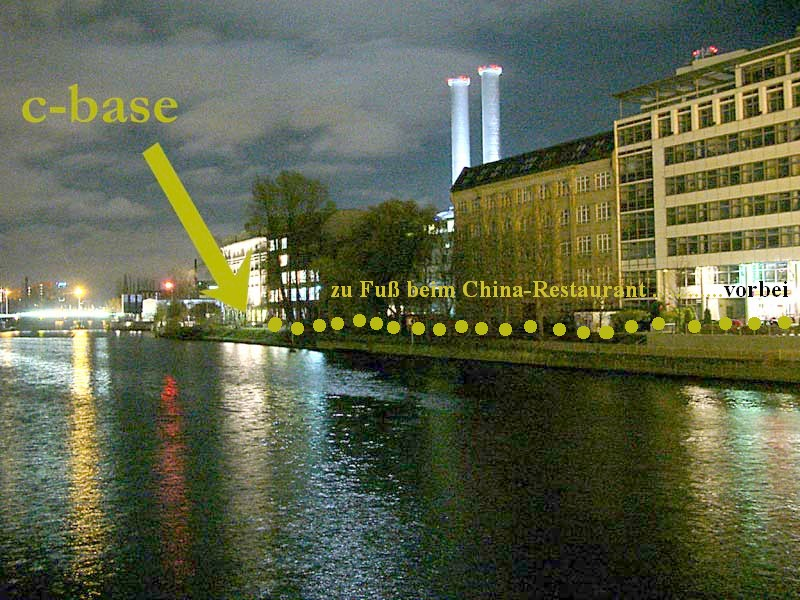
La c-base vista dal fiume Spree

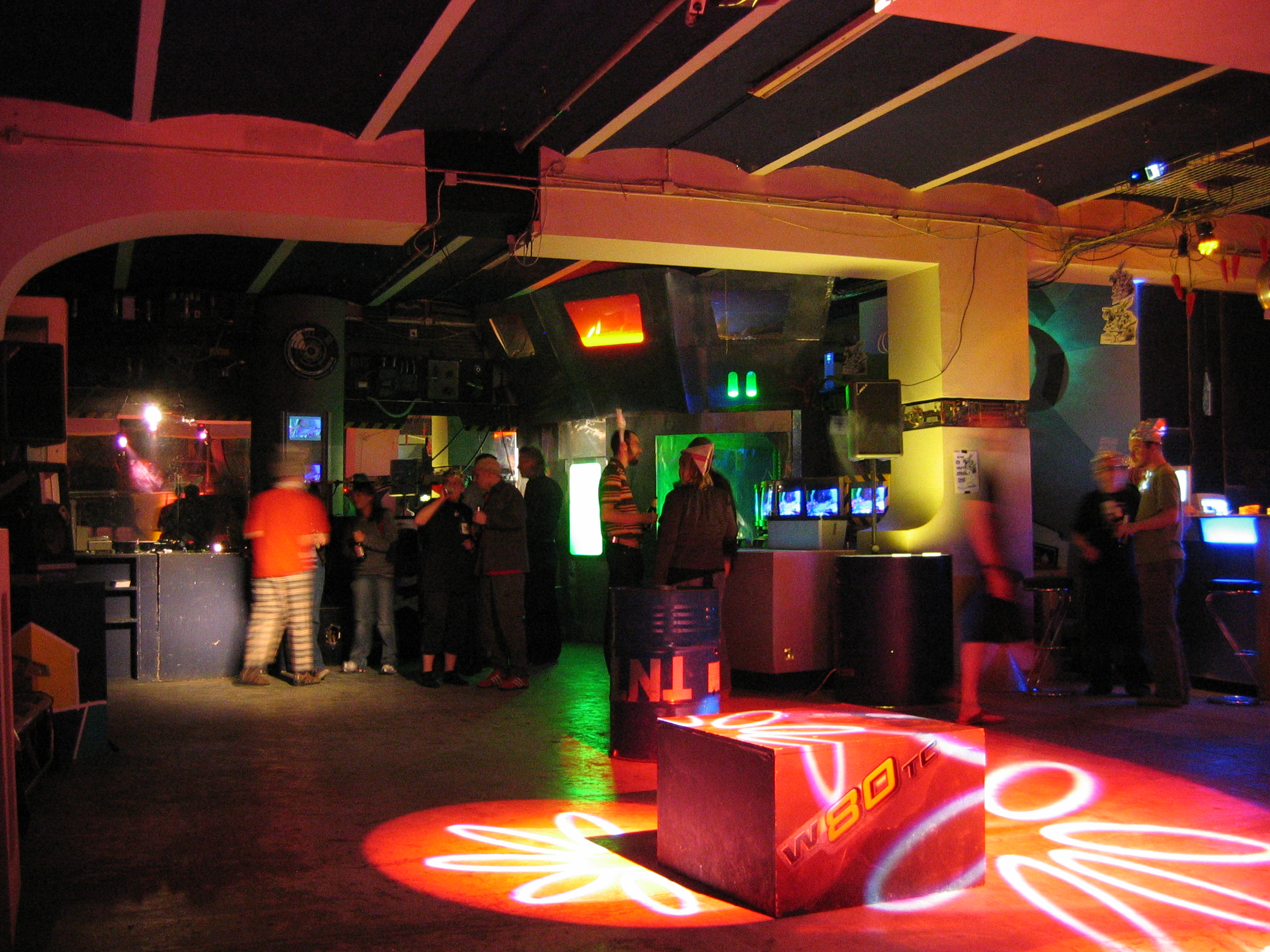
La c-base all'interno

La c-base e.V. è un'associazione di utilità pubblica a Berlino che è sostenuta da quasi 550 soci. Il suo obiettivo è la diffusione della conoscenza del software, del hardware e della rete di calcolatori. Per questo, la c-base offre luoghi d'incontro a numerose iniziative berlinesi come per esempio al freifunk.net (iniziativa per il Wireless mesh network), al Chaos Computer Club o agli utenti berlinesi della Wikipedia. I locali dell'ente sono a disposizione di tutti i gruppi per realizzare incontri ed altre manifestazioni ammesso che si identifichino con gli obiettivi della c-base. Il programma delle attività dell'associazione stessa è svariato. Ha partecipato, per esempio, al Children's Day 2003 per presentare ai ragazzi e bambini la tecnica dei robot ed il design con la Computer grafica 3D.

## Storia
Nell'autunno del 1995, 17 persone fondarono l'associazione c-base. Nel 2002 e 2003, nacque il progetto BerlinBackBone con l'obiettivo di offrire un accesso libero e pubblico all'internet tramite i Wireless community network. Dal 2003 l'associazione organizza ogni settimana la cosiddetta Cosmic Open Stage con piccoli concerti di musicisti noti o ignoti che presentano i loro repertori se non realizzano una jam session. Nell'ambito culturale, la c-base si impegna, inoltre, dal 2004 come locale di manifestazioni collegate alla Transmediale (festival dell'Arte digitale).

## Attività

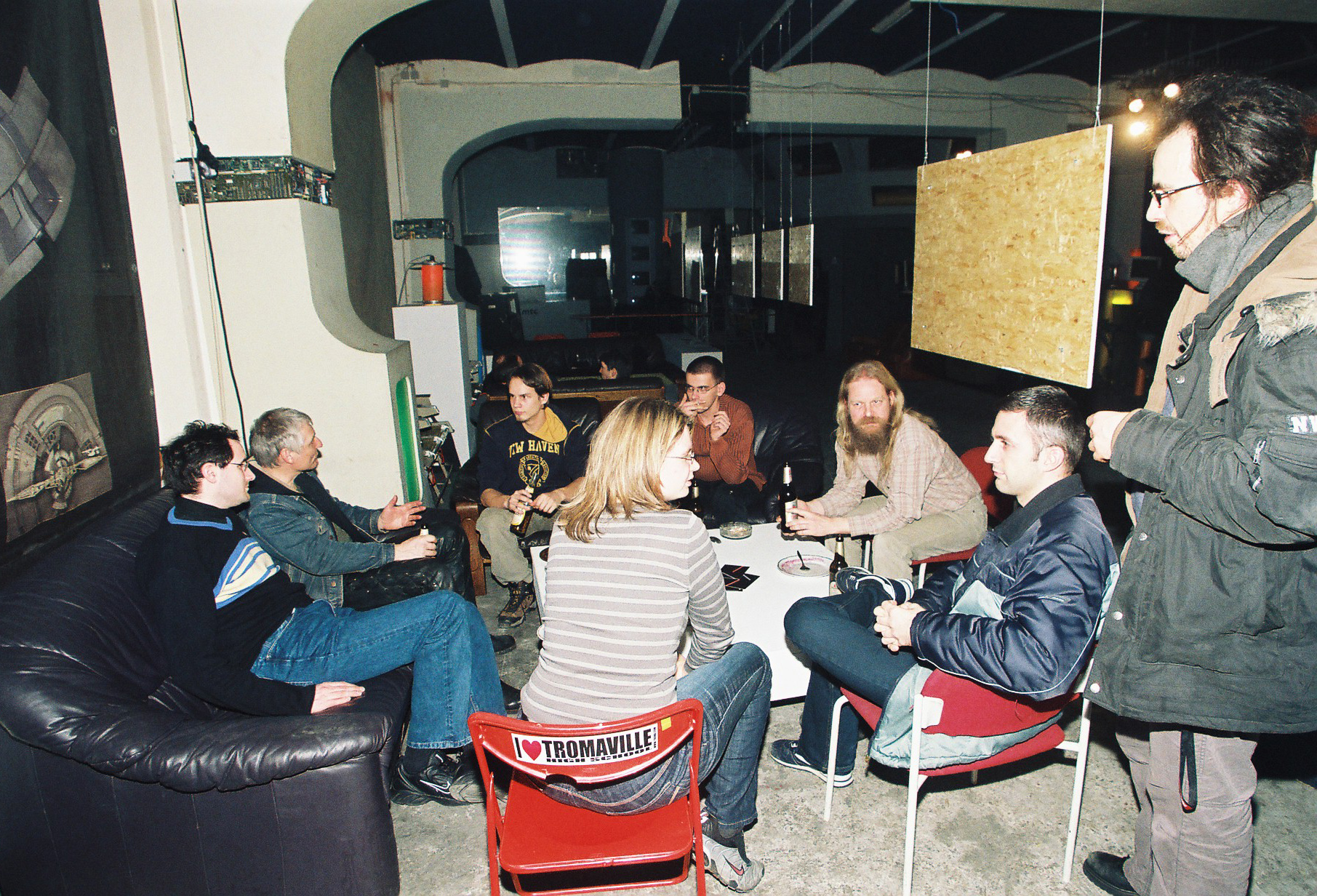
I Wikipediani berlinesi nella c-base

Tra le varie attività dei soci della c-base spicca quella dello jugger, uno sport di cui le regole – secondo quel che si dice – furono stabilite dall'analisi di file su c-beam, il calcolatore centrale della c-base. Un'altra attività sono le partite regolari di Go. Ogni anno, all'occasione della cosiddetta @c-terra, viene pubblicato il programma di tutte le attività secondo i vari interessi raccolti alla c-base.
Nelle sale dell'associazione si svolgono tante manifestazioni diverse (feste, presentazioni, rappresentazioni di teatro, spettacoli di musica, mostre d'arte) tra cui la già menzionata Cosmic Open Stage (ogni martedì). Un WLAN è sempre a disposizione degli ospiti.
Inoltre, la c-base si espone alle manifestazioni del Chaos Computer Club come il Chaos Communication Congress e il Chaos Communication Camp.
Dal 14 al 16 settembre 2006, si eseguì a Berlino la quarta conferenza internazionale sull'argomento del freeware e della conoscenza libera, la Wizards of OS, con la viva cooperazione della c-base.

## Il mito dellac-base
Un elemento molto importante nella comunità della c-base è il mito fittizio della sua fondazione: Secondo questo mito, ci sono i ruderi di una stazione spaziale sotto il centro di Berlino, e sotto forma della torre della televisione, il Fernsehturm di Berlino, spicca ancora dal sottosuolo l'antenna della stazione.

### Storia della stazione spaziale

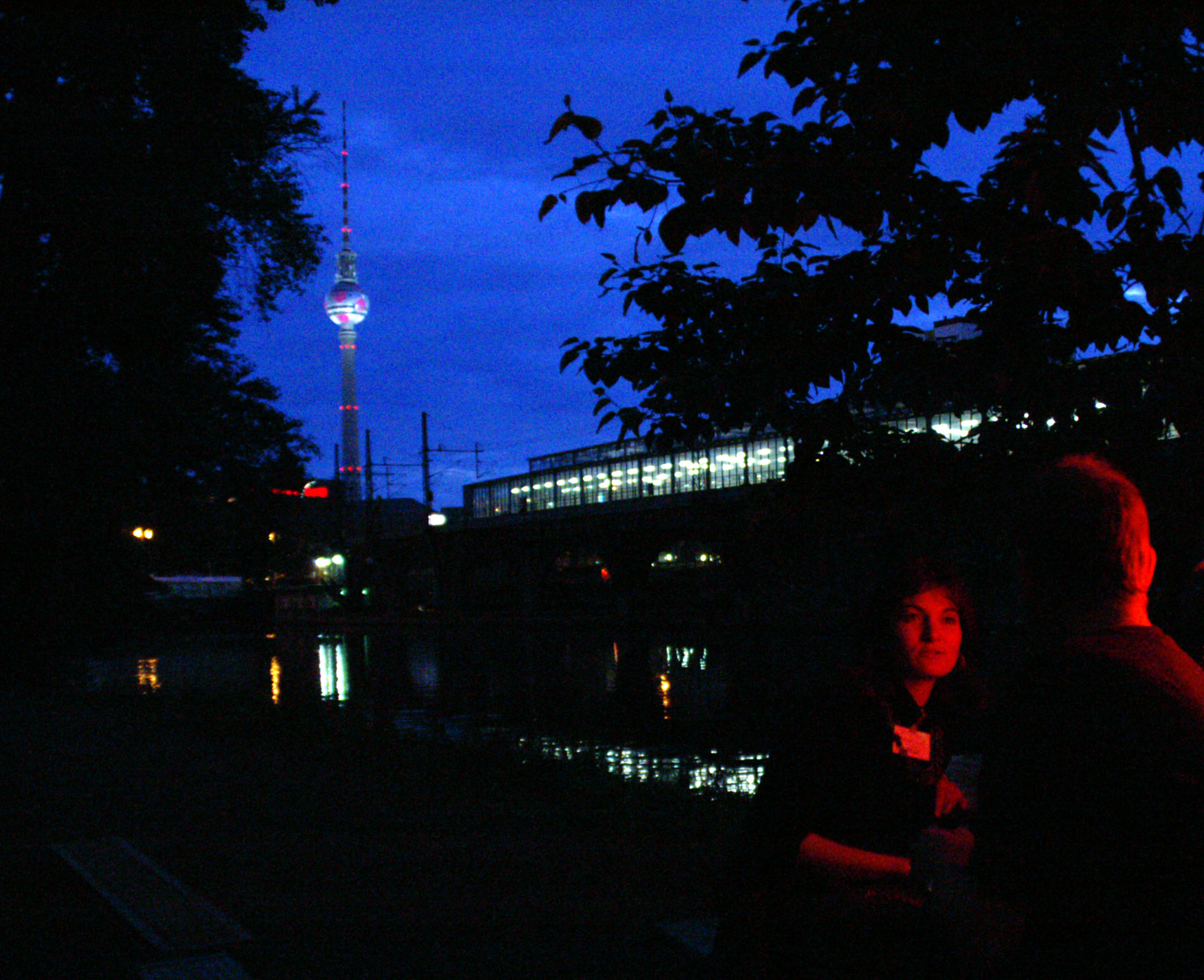
Davanti alla c-base: uno sguardo all'antenna nel centro della città

Secondo le conoscenze dei soci, la stazione si perse in un buco nel tempo e cadde inevitabilmente sulla terra da un'epoca futura visto che le sue circostanze erano cambiate di colpo. A bordo si trovava tutta una serie di tecnologie avanzatissime ed organismi viventi non ancora studiati dall'uomo. Nella Berlino di oggi si troverebbero ancora tante “prove” dell'esistenza di una tale stazione come soprattutto la sua antenna che fu smascherata dagli scienziati della Repubblica Democratica Tedesca e dell'Unione Sovietica: è visibile da lontano nel panorama della città come, appunto, torre della televisione. Altri elementi come il modulo multifunzionale della stazione fatto saltare durante la caduta si troverebbero al posto attuale dell'associazione e sarebbero ancora nella fase dell'esplorazione.
Tutte le conoscenze attuali sulla c-base sono raccolte nel cosiddetto “almanacco” che finora esiste solo in un'edizione stampata. Però, il progetto della c-pedia iniziata di recente cerca di farlo disponibile anche come enciclopedia su internet. Inoltre, è in atto la ricostruzione di artefatti dell'ex stazione spaziale.

### Struttura della stazione spaziale
La c-base è un sistema di sette cerchi concentrici che si possono spostare tra loro e che sono concepibili come i vari moduli con sfere di competenza ben precise. I nomi dei cerchi sono (dall'interno all'esterno): core, com, culture, creactiv, cience, carbon e clamp.
Il cerchio interno core è il centro d'energia che riforniva una riserva incessante d'energia con l'aiuto di un generatore a nastro di Möbius. Oggi, il suo posto occupa c-beam, il calcolatore centrale della stazione. Il secondo cerchio com contiene lo spazioporto, gli hangar e le centrali di comunicazione, compreso il modulo di comunicazione interstellare che di recente fu identificato come progetto Blinkenlights del Chaos Computer Club. I tre cerchi successivi (culture, creactiv e cience) servono alle enti per le attività culturali, creativi e scientifici. Su cience è inoltre collocato un arboreto, mentre il penultimo cerchio carbon ospita il ricovero degli organismi viventi a base di carbone. Clamp, invece, rappresenta la struttura stabilizzante del cerchio esterno della stazione spaziale.

## Curiosità
Il 10 settembre 2006, la c-base ospitò la fondazione del gruppo tedesco del Partito Pirata.
Nelle sale dell'associazione, si girò anche la puntata 430, Tödliches Labyrinth (Labirinto mortale), della famosa serie televisiva Tatort.